# Palazzi Brunasso

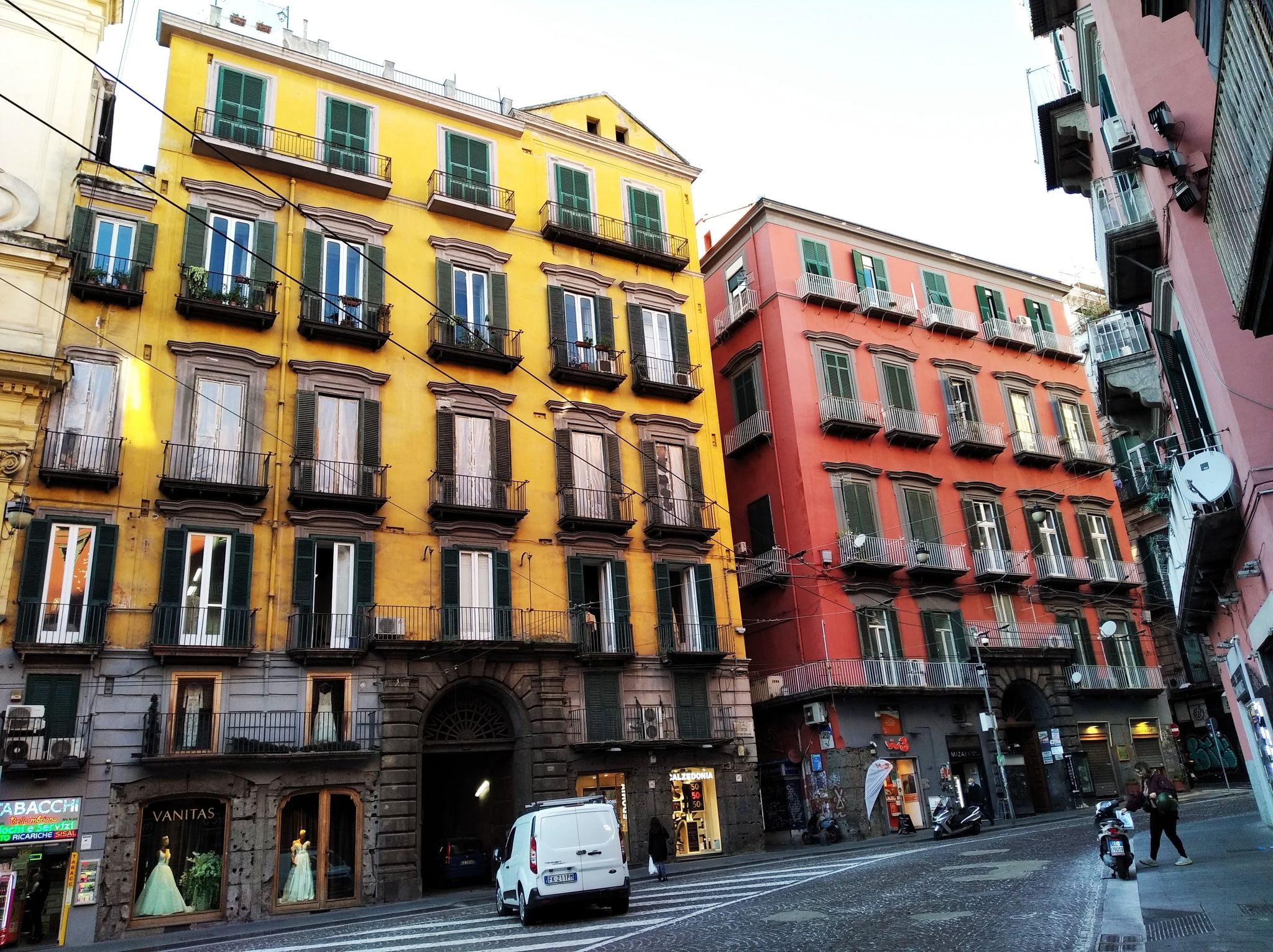
Palazzi Brunasso in Neapel

Die Palazzi Brunasso sind zwei Zwillingspaläste aus dem 16. Jahrhundert im Viertel San Giuseppe von Neapel in der italienischen Region Kampanien. Sie liegen in der Via Toledo, 413 und 418, in der Nähe der Basilica dello Spirito Santo.

## Geschichte und Beschreibung
Die Grundstücke, auf denen heute die Paläste stehen, gehörten bis 1561 den Patern der Kirche Santi Severino e Sossio, bis sie nach einer Volkszählung an einen gewissen Tosone und einen gewissen Maranta abgetreten wurden. Die Erweiterung der abgetretenen Grundstücke bis zum Vico Pellegrini ging an die Basilica dello Spirito Santo. Die beiden ließen auf dem abgetretenen Grundstück den heutigen Vico Bianchi allo Spirito Santo bauen, der die beiden Anwesen trennte, und dann die entsprechenden Gebäude errichten. Zwischen 1700 und 1730 kaufte Herzog Giuseppe Brunasso, Kaufmann von Beruf und am 15. August 1722 von Herzog San Filippo in den Adelsstand erhoben, den Palast des Tosone und erweiterte seine neue Immobilie um den benachbarten Palast von Maranta.
Auf die Zeit zwischen 1722 und 1769 sind die Umbauten der beiden Paläste im Auftrag von Brunasso zu datieren. In der Ansicht von Antonio Joli von 1762 kann man sehen, wie die beiden Paläste sich wie Zwillinge ähneln und wie eine Brücke sie im obersten Stockwerk verbindet. Von Mormone und Fiengo gefundene Dokumente, dass die Umbauten größtenteils nach dem Erdbeben von 1731 durchgeführt wurden, sind verschwunden. Gleichzeitig wurden in der benachbarten Basilika zum Heiligen Geist Arbeiten und Aufklärungen durch den Architekten und königlichen Ingenieur Nicola Tagliacozzi Canale durchgeführt. Eine vermutete Beteiligung Tagliacozzi Canales an den Arbeiten an den Palästen Brunasso kann man nicht ausschließen. In diesen Jahren führte der Maler Filippo Falciatore dort einen Freskenzyklus aus, der heute nicht mehr existiert.
Die beiden Gebäude wurden zwischen 1731 und 1735 umgebaut. Der Palast neben der Kirche, der größer ist, wurde um einen längeren Innenhof reorganisiert, wobei ein venezianisches Fenster auf der Seite des Vestibüls eingebaut wurde und eine offene Treppe mit tieferer Loggia als im anderen Gebäude.